# Медолюб-сережник східний
Медолюб-сережник східний (Anthochaera chrysoptera) — вид горобцеподібних птахів родини медолюбових (Meliphagidae).

## Поширення
Ендемік Австралії. Вид поширений на південному сході країни. Мешкає у відкритих банксієвих та евкаліптових лісах, чагарниках чайного дерева, в парках і садах.

## Опис
Птах середнього розміру, завдовжки 26-30 см і вагою 62 г.

## Спосіб життя
Харчується переважно нектаром, але також їсть квіти, ягоди, насіння та комах. Сезон розмноження, зазвичай, триває з серпня по грудень, але може гнізда трапляються і в інший час року. Самиця відкладає 1-3 яєць. Інкубація триває 13 днів.

## Підвиди
Таксон містить три підвиди:
- A. c. chrysoptera (Latham, 1801) — східна та південно-східна Австралія
- A. c. halmaturina (Mathews, 1912) — острів Кенгуру
- A. c. tasmanica (Mathews, 1912) — Тасманія